# Polleniopsis allapsa
Polleniopsis allapsa är en tvåvingeart som beskrevs av Villeneuve 1942. Polleniopsis allapsa ingår i släktet Polleniopsis och familjen spyflugor. Inga underarter finns listade i Catalogue of Life.